# Либијска пустиња
Либијска пустиња је афричка пустиња која се налазу на северном и источном делу пустиње Сахара и обухвата југозападни Египат (где се назива Западна пустиња), источну Либију и северозападни Судан. Заузимајући површину од око 1.100.000 km², она је готово исте величине као Индијски потконтинент. Квадратног је облика и простире се око 1.100 км од истока на запад и 1.000 км од севера ка југу.

## Физичка географија
Ова пустиња је претежно шљунковита и стеновита, а насељава је номадски народ Сенуси. Најдоминантније животињске врсте су пешчане змије и скорпиони.
Гребени и дубоке депресије постоје у неким деловима пустиње, а ни једна река ни поток не протиче овом пустињом. Пустињски плато Jilf al Kabir има надморску висину од око 1.000 метара, за разлику од непрекидне територије плочастог камења прекривеног слојевима хоризонталних наслага седимента, који ствара огроман раван плато.
Има седам значајних депресија у Либијској пустињи, и све се сматрају оазама, изузев највеће, Катаре, где је вода слана. Ограничена пољопривредна производња, присуство неких природних ресурса, и стално насеља се налазе у других шест удолина, које имају свежу воду којом их снабдева Нил или локални извори. Оаза Сива, близу либијске границе и западно од Катаре, је изолована од остатка Египта али се у њој живот одржао још од давнашњих времена.
Друге велике оазе су Сива, Гахла и Карга у Египту о Јагбуб у Либији и све заједно чине топографски ланац који се шири од оазе Ел Фајум (која се назива и Долина Фајум) а налази се 60 km југозападно од Каира а затим на југ до оаза Бахрија, Фарафра и Дахила, пре него што се дође до највеће оазе, Хариџа. Слано језеро, Биркат Карун, које је у давна времена отицало у Нил, на северу досеже до оазе Ал Фајум. Вековима је слатка вода артешких бунара у оази Ал Фајум омогућавала гајење биљака на наводњаваном терену површине преко 1.800 km².
Највиша тачка је планина Увајанг (1.935м) надморске висине, на месту где се све три земље граниче.

## Најважније географске особине Либијске пустиње

### Депресија Катара
Депресија Катара, друга најнижа тачка у Африци је величине око 15.000 km² (отприлике величине Конектиката и Роуд Ајланда), и налази се дубоко испод нивоа мора (најнижа тачка је 133 метара испод нивоа мора). Ретко насељена депресија Катара је покривена глиновитим тлом, сланим мочварама и сланим језерима..

### Пешчана мора
У Либијској пустињи постоје три пешчана мора с динама високим до 110 м. Она покривају око 25% пустиње:
- Египатско пешчано море
- Каланшо пешчано море
- Рибиана пешчано море